# Obscuranella
Obscuranella is een geslacht van weekdieren uit de klasse van de Gastropoda (slakken).

## Soort
- Obscuranella papyrodes Kantor & Harasewych, 2000